# Less Is More
Less Is More — шестнадцатый студийный альбом британской рок-группы Marillion из Эйлсбери (графство Бакингемшир). Он был выпущен на собственном лейбле группы 2 октября 2009 года в виде акустического издания. Розничная версия распространяется Edel Music. Шестнадцатый студийный альбом группы содержит переаранжированные песни периода, когда Стив Хогарт был их вокалистом (с 1989 года), а также ранее не издававшийся трек «It’s Not Your Fault». Несмотря на положительные отзывы, альбом не вошёл в чарты Великобритании.

## Отзывы
| Оценки критиков | Оценки критиков |
| Источник        | Оценка          |
| --------------- | --------------- |
| Guitarist       | [ 1 ]           |
| Allmusic        | [ 2 ]           |
| Classic Rock    | [ 3 ]           |

Less Is More получил положительные отзывы критиков изданий Guitarist и Classic Rock, а также от сайта AllMusic. Guitarist оценил альбом в 4 звезды из 5, назвав его «интимным музыкальным опытом» и «заслугой всех заинтересованных сторон».
Джеймс Аллен Прато из AllMusic отметил, что «Альбом Less Is More стал для Marillion своего рода эволюционной вехой. Marillion пересматривают песни из своей дискографии за последние 20 лет в новых акустических аранжировках. Результат ближе к последним Talk Talk, чем к чему-либо на Selling England by the Pound. Уменьшенные настройки, которые знаменуют собой радикальный разворот от предыдущего релиза группы, Happiness Is the Road, подчёркивают умение Хогарта со вкусом преуменьшать, лирические качества, которые с первого дня были присущи строкам гитариста Стива Ротери под влиянием Дэвида Гилмура, и степень утончённости композиторских чувств Marillion».

## Список композиций
| №   | Название                                                                         | Длительность |
| --- | -------------------------------------------------------------------------------- | ------------ |
| 1.  | «Go!» (из альбома marillion.com, 1999)                                           | 5:02         |
| 2.  | «Interior Lulu» (из альбома marillion.com, 1999)                                 | 7:32         |
| 3.  | «Out of This World» (из альбома Afraid of Sunlight, 1995)                        | 5:08         |
| 4.  | «Wrapped Up in Time» (из альбома Happiness Is the Road, 2008)                    | 3:40         |
| 5.  | «The Space...» (из альбома Seasons End, 1989)                                    | 4:52         |
| 6.  | «Hard as Love» (из альбома Brave, 1994)                                          | 4:58         |
| 7.  | «Quartz» (из альбома Anoraknophobia, 2001)                                       | 5:48         |
| 8.  | «If My Heart Were a Ball It Would Roll Uphill» (из альбома Anoraknophobia, 2001) | 5:12         |
| 9.  | «It's Not Your Fault» (ранее не издававшийся)                                    | 3:33         |
| 10. | «Memory of Water» (из альбома This Strange Engine, 1997)                         | 2:37         |
| 11. | «This Is the 21st Century» (из альбома Anoraknophobia, 2001)                     | 5:40         |
| 12. | «Hidden Bonus Track - Cannibal Surf Babe» (из альбома Afraid of Sunlight, 1995)  | 3:27         |

## Чарты
| Чарт (2009)                | Высшая позиция |
| -------------------------- | -------------- |
| Нидерланды (Album Top 100) | 72             |
| Франция (SNEP)             | 156            |